# Anharmoničnost
Anharmoničnost (anharmonijski oscilator) u klasičnoj mehanici predstavlja odstupanje od harmonijskog oscilatora.
Oscilator koji ne osciluje harmonijski zove se anharmonični oscillator, pri čemu se sistem može aproksimovati na harmonijski oscillator, a anharmoničnost se može izračunati pomoću teorije perturbacija. Ako je anharmoničnost velika, moraju se koristiti druge numeričke tehnike.
Kao rezultat, pojavljuju se oscilacije frekvencija 2ω, 3ω, itd., gde je ω osnovna frekvencija oscilatora. Frekvencija anharmonijskog oscilovanja, ω odstupa od frekvencija harmonijskog oscilovanja, ω0. Prva aproksimacija: pomak frekvencija Δω=ω-ω0 je proporcionalan kvadratu amplitude oscilovanja A:  Δω~A2
U sistemu oscilatora sa prirodnim frekvencijama ωα, ωβ, itd., anharmoničnost rezultira dodatnim oscilacijama sa frekvencijama ωα ± ωβ .
Anharmoničnost modifikuje energetski profil rezonantne krive, što dovodi do zanimljivih fenomena, kao što je efekat preklapanja i superharmonične rezonancije

### Princip anharmonijskog oscilatora
Oscilacije  su posebna vrsta kretanja, koja se periodično ponavljaju (telo okačeno o oprugu, klatno, vibracije žice ili vazduha, oscilovanje atoma u molekulu, itd.).  Karakteristike kretanja: brzina, put, ubrzanje, se periodično ponavljaju sa vremenom. Čestica izlazi iz svog ravnotežnog položaja x0 i dolazi u položaj x, iz kog pod dejstvom sile restitucije se vraća kroz ravnotežni položaj x0 u  položaj –x i ponovo vrši kretanje na isti način, iz položaja –x, kroz x0, u x. Vreme za koje čestica pređe iz položaja x u –x i ponovo se vrati u položaj x, naziva se period oscilovanja, T. Rastojanje od početnog položaja čestice, x0 do novog položaja x(odnosno –x) naziva se elongacija. Maksimalna elongacija, odnosno maksimalno rastojanje od početnog položaja koje čestica može da dostigne, naziva se amplituda.
Ukoliko je restituciona sila proprcionalna pomeraju čestice iz ravnotežnog položaja, radi se o harmonijskom oscilovanju (Hukov zakon). Iz dobijene diferencijalne jednačine se vidi da čestica mora oscilovati sinusoidalno tokom vremena. Pri tom može oscilovati sa bilo kojom amplitudom, ali će uvek imati isti period.
Ukoliko sila nelinearno zavisi od pomeraja x, radi se o anharmonijskom oscilovanju. Period oscilacije anharmonijskog oscilatora može zavisiti od njegove amplitude.
Kao rezultat nelinearnosti anharmonijskih oscilatora, frekvencija vibracija može da se promeni, u  zavisnosti od pomeraja čestice. Promene frekvencija vibracija dovode do povezivanja energije od osnovne frekvencija vibracija do drugih frekvencija , procesom koji se naziva parametarsko povezivanje.

Ako je nelinearna sila restitucije obeležena kao funkcija F(x-x0), pomeraja x od ravnotežnog x0, može se uvesti njena linearna aproksimacija F=F´(0)*(x-x0). Ova funkcija je linearna, tako da opisuje prosto harmonijsko oscilovanje i tačna je kada je x-x0 malo. Dakle, dok god su oscilacije male, anharmonijsko oscilovanje može biti aproksimovano kao harmonijsko oscilovanje.

### Primeri
Postoji mnogo primera u fizici koji mogu predstavljati anharmonijski oscilator, kao što je nelinearni sistem masa-opruga.
Na primer, u atomu, koji se sastoji od pozitivno naelektrisanog jezgra okruženog negativno naelektrisanim elektronima, dolazi do pomeranja između centra mase jezgra i elektronskog oblaka, kada je prisutno električno polje. Pri tome se indukuje električni dipolni momenat (veličina koja predstavlja količinu pomeranja elektronskog oblaka od jezgra), koji je linearno povezan sa jačinom primenjenog polja, za male jačine polja, međutim sa povećanjem jačine polja, dolazi do odstupanja od linearnosti, kao u mehaničkom sistemu.
Dalji primeri anharmonijskih oscilatora uključuju klatno velikog ugla, neravnomerni poluprovodnici, koji imaju veliku količinu vrućih nosilaca, koji pokazuju nelinearna ponašanja različitih tipova u odnosu na efektivnu masu nosača, i jonosferske plazme, koje takođe pokazuju nelinearno ponašanje zasnovano na anharmoničnosti plazme. Svi oscilatori postaju anharmonični kada se njihova amplituda poveća preko nekog praga, a kao rezultat toga neophodno je koristiti nelinearne jednačine kretanja Архивирано на веб-сајту  (13. јул 2019) za opisivanje njihovog ponašanja.
Takođe se anharmoničnost javlja u mrežnim i molekulskim vibracijama, kao i u kvantnim oscilacijama i akustici. Atomi u molekulu ili u čvrstom stanju osciluju oko svog ravnotežnog položaja, a kako njihove amplitude u realnim sistemima nisu zanemarljivo male u odnosu na rastojanje između jezgara, javlja se anharmoničnost (dolazi do odstupanja od Hukovog zakona). Još jedan primer anharmoničnosti je termička ekspanzija čvrstih materija, koja se proučava u kvazi-harmonijskim aproksimacijama. Proučavanje anharmonijskih vibracija pomoću kvantne mehanike je kompijuterski zahtevan zadatak, jer se anharmoničnošću ne samo komplikuje potencijal svakog oscilatora, već se ti oscilatori međusobno povezuju. Da bi se mapirao anharmonijski potencijal koji se javlja kod atoma u molekulima i čvrstih materija, mogu se koristiti metode prvog principa, kao što je teorija funkcionalnosti gustine. Tačne anharmonijske vibracijone energije mogu se dobiti rešavanjem anharmonjskih vibracionih jednačina za atome unutar teorije srednjeg polja, a da bi se prevazišli problemi teorije srednjeg polja, mogu se koristiti Moler-Plesetove (Moller-Plesset) teorije perturbacija.

### Potencijalna energija u periodu oscilacija
Posmatra se potencijalna jama U(x). Pod pretpostavkom da je kriva U=U(x) simetrična u odnosu na U-osu, oblik krive se može odrediti iz perioda T(E) oscilacija čestica sa energijom E prema formuli:
{\displaystyle {\displaystyle U(x)={\frac {1}{2\pi {\sqrt {2m}}}}\int _{0}^{U}{\frac {T(E)\,dE}{\sqrt {U(x)-E}}}}}

Suprotno tome, može se izvesti period oscilovanja:
{\displaystyle {\displaystyle T={\sqrt {2m}}\int _{x_{-}}^{x_{+}}{\frac {dx}{\sqrt {E-U}}}}}

## Literatura
- Fizika 1 za studente fizičke hemije, prof. dr Dragoljub S. Belić, Univerzitet u Beogradu, Fizički fakultet, Beograd, 1996. god.
- Fizika 1, XX izdanje, inž. Vlastimir M. Vučić i dr inž. Dragiša M. Ivanović, Naučna knjiga, Beograd, 1986. god.
- https://en.wikipedia.org/wiki/Anharmonicity
- Molekulska spektroskopija, spektrohemijski aspekt, prof. dr Ankica Antić-Jovanović, Univerzitet u Beogradu, Fakultet za fizičku hemiju, Beograd, 2002.god.
- Praktični aspekti odabranih poglavlja molekulske spektrohemije, dr Jasmina Dimitrić Marković, Univerzitet u Beogradu, Fakultet za fizičku hemiju,[10] Beograd, 2008.god.